# Triaspis pallipes
Triaspis pallipes är en stekelart som först beskrevs av Christian Gottfried Daniel Nees von Esenbeck 1816.  Triaspis pallipes ingår i släktet Triaspis och familjen bracksteklar. Inga underarter finns listade i Catalogue of Life.